# Jorge Curi
Jorge Curi (Montevideo, 28 de enero de 1931-Montevideo, 8 de agosto de 2019) fue un  actor, director y dramaturgo uruguayo además de arquitecto y profesor de matemáticas. Referente de las tablas uruguayas, fue ganador del premio Florencio en varias oportunidades.

## Biografía
Ligado al teatro desde muy joven, comenzó como actor desde 1973, para luego ser director y autor y docente de teatro. Se formó como arquitecto y fue profesor de matemáticas.
Junto a Mercedes Rein escribió la obra El herrero y la muerte. Fue estrenada en el Teatro Circular en agosto de 1981 y se mantuvo en cartel durante varios años. En 2011 fue reestrenada en la sala del teatro Victoria.
Ganó varias veces el premio Florencio y en 2009 la Asociación de Críticos Teatrales de Uruguay le otorgó el premio Cyro Scoseria a la trayectoria.

## Obra

### Teatro
- El herrero y la muerte (con Mercedes Rein, 1981).
- Las brujas de Salem, de Arthur Miller
- Las tres hermanas de Chejov
- Entre gallos y medias noches
- Mariana Pineda, de Federico García Lorca
- La ópera de dos centavos de Bertolt Brecht
- Terrores y miserias del III Reich
- La resistible ascensión de Arturo Ui
- El Señor Puntila y su criado Matti
- El círculo de tiza caucasiano de B. Brecht
- Los testimonios de Peter Weiss
- El anzuelo de Fenisa, de Lope de Vega
- Operación Masacre, de Rodolfo Walsh